# Dalmannia heterotricha
Dalmannia heterotricha är en tvåvingeart som beskrevs av Richard Mitchell Bohart 1938. Dalmannia heterotricha ingår i släktet Dalmannia och familjen stekelflugor.
Artens utbredningsområde är Kalifornien. Inga underarter finns listade i Catalogue of Life.